# Arne Schlatmann
Arne Schlatmann (* 1964) ist ein deutscher Verwaltungsjurist, Ministerialdirektor und war von 2017 bis 2022 der erste Ständige Bevollmächtigte des Parlamentarischen Kontrollgremiums.

## Leben
Schlatmann absolvierte das Abitur und studierte Rechtswissenschaft. 1994 trat er in das Berufsleben ein, wovon er die meiste Zeit im Bundesministerium des Innern als Bundesbeamter verbrachte. Viele Jahre war er für das Verwaltungsverfahrensrecht zuständig (heute Referat V II 1) und war kurze Zeit in der für Terrorismusbekämpfung zuständigen Unterabteilung ÖS II tätig. Schlatmann war Unterabteilungsleiter ÖS I (Rechts- und Grundsatzangelegenheiten) der Abteilung ÖS (Öffentliche Sicherheit). Unter den Bundesministern des Innern Wolfgang Schäuble und Thomas de Maizière war er im Leitungsstab des Ministeriums eingesetzt und unter Hans-Peter Friedrich dessen Büroleiter. Im Ministerium arbeitete er mit den späteren Präsidenten von Bundesnachrichtendienst und Bundesamt für Verfassungsschutz, Bruno Kahl und Hans-Georg Maaßen, zusammen; Bruno Kahl war sein Vorgesetzter.
Am 14. Dezember 2016 hatte das Parlamentarische Kontrollgremium Schlatmann als Ständigen Bevollmächtigten vorgeschlagen. Die Ernennung erfolgte am 10. Januar 2017 durch den damaligen Präsidenten des Deutschen Bundestages, Norbert Lammert. Schlatmann gehörte der Verwaltung des Deutschen Bundestages an und war Politischer Beamter. Seine Aufgabe war, das Parlamentarische Kontrollgremium als dessen Hilfsorgan bei der parlamentarischen Kontrolle der Nachrichtendienste des Bundes (Bundesnachrichtendienst, Bundesamt für Verfassungsschutz, Militärischer Abschirmdienst) zu unterstützen. Seine Amtszeit dauerte wie gesetzlich vorgesehen fünf Jahre, sein Nachfolger wurde am 6. April 2022 Matthias Bartke. Für seine Tätigkeit standen ihm 20 Mitarbeiter zur Verfügung.

## Mitgliedschaften
Schlatmann ist Mitglied der Partei Christlich Demokratische Union Deutschlands.

## Schriften
- Praktische Arbeit der parlamentarischen Nachrichtendienstkontrolle. In: Jan-Hendrik Dietrich, Klaus Gärditz, Kurt Graulich, Christoph Gusy, Gunter Warg (Hrsg.): Reform der Nachrichtendienste zwischen Vergesetzlichung und Internationalisierung (= Beiträge zum Sicherheitsrecht und zur Sicherheitspolitik. Band 4). Mohr Siebeck, Tübingen 2019, ISBN 978-3-16-158196-0, S. 91–98.
- mit Hanns Engelhardt: Verwaltungs-Vollstreckungsgesetz, Verwaltungszustellungsgesetz: Kommentar. unter Berücksichtigung der landesrechtlichen Bestimmungen, der Abgabenordnung, des EG-Beitreibungsgesetzes und des Europäischen Übereinkommens über die Zustellung von Schriftstücken in Verwaltungssachen im Ausland. 11., neubearb. Auflage. C. H. Beck, München 2017, ISBN 978-3-406-71055-1.
- mit Serge-Daniel Jastrow: Informationsfreiheitsgesetz: Kommentar. v. Decker, Heidelberg 2006, ISBN 978-3-7685-0545-1.
- mit Hans Göser: Leistungsbezahlung in der Besoldung: Leitfaden. 1. Auflage. Rehm, München, Berlin 1998, ISBN 978-3-8073-1371-9.